# Cal Magí (Castellnou de Bages)
Cal Magí és una masia situada al municipi de Castellnou de Bages a la comarca catalana del Bages.